# Atenteben
Een atenteben (atɛntɛbɛn) is een bamboefluit uit Ghana. Hij wordt verticaal bespeeld, net als de Europese blokfluit, en is net als de blokfluit een diatonisch en tevens chromatisch bespeelbaar instrument. Hoewel deze bamboefluit oorspronkelijk als traditioneel instrument bij begrafenissen werd bespeeld, werd de fluit vanaf het begin van de 20e eeuw ook in moderne en modern-klassieke muziek gebruikt. Verschillende spelers hebben een hoog niveau van virtuositeit bereikt, en zijn in staat zowel Westerse als Afrikaanse muziek op het instrument te vertolken.
Het instrument komt oorspronkelijk van de Akan-bevolking uit zuid-centraal-Ghana, en wel uit de regio van het Kwahu-plateau. Het werd populair door het hele land door het werk van de Ghanese musicoloog Dr. Ephraim Amu (1899-1995). De atenteben werd ook gebruikt in het Pan-Afrika Orkest onder leiding van Nana Danso Abiam, en Dela Botri, die lid was van dat orkest, behoort tot de voornaamste vertolkers op het instrument. Sinds 2004 heeft Botri de atenteben gecombineerd met hip life music in zijn opnamen.
De fluit wordt in vele scholen en universiteiten door heel Ghana gebruikt, zowel als solo-instrument als in begeleidingsmuziek en ensembles en orkesten. Er is een methode voor de atenteben geschreven door Dr. Kwasi Aduonum (1939), een Ghanees pedagoog en componist, die werkt in de regio van het Kwahu Plateau.
De Nigeriaanse componist Akin Euba (1935) gebruikte een kinderversie van de atenteben in een ensemble in zijn opera Chaka: An Opera in Two Chants (1970).